# Veere (ville)
Veere  est une ville de la commune du même nom, sur l'ancienne île de Walcheren en Zélande, aux Pays-Bas. Elle se trouve au nord-est de Middelbourg, sur le canal de Walcheren et le Veerse Meer. Au 1er janvier 2010, la ville comptait 1650 habitants.

## Histoire
L'histoire de Veere commence au XIIe siècle et XIIIe siècle avec la fondation du hameau Kampvere. La ville reçoit ses droits communaux en 1355. Grâce à l'influence de la famille Van Borssele, la ville obtient le monopole de l'importation de laine depuis l'Écosse en 1541 et devient une ville prospère.
À partir du XVIe siècle la ville s’est développée comme la base navale des anciens Pays-Bas grâce au fait que les seigneurs de Veere occupaient l’office d’amiral des Pays-Bas (1491-1558). Ainsi Veere était le siège de l’amirauté et le port de la flotte de guerre de Charles Quint aux Pays-Bas.
En 1572, la ville participe à la révolte contre le gouvernement du duc d'Albe.
Veere fut la première ville où l'on cultiva, dès 1610, le tabac aux Pays-Bas.
Sous la République batave, la ville, privée désormais de son commerce avec l'Écosse, voit sa prospérité décliner. Alors qu'elle comptait 750 maisons avant la Révolution batave, elle n'en compte aujourd'hui plus que 300.

### Monuments
La riche histoire de ce petit bourg lui a laissé de nombreux monuments :

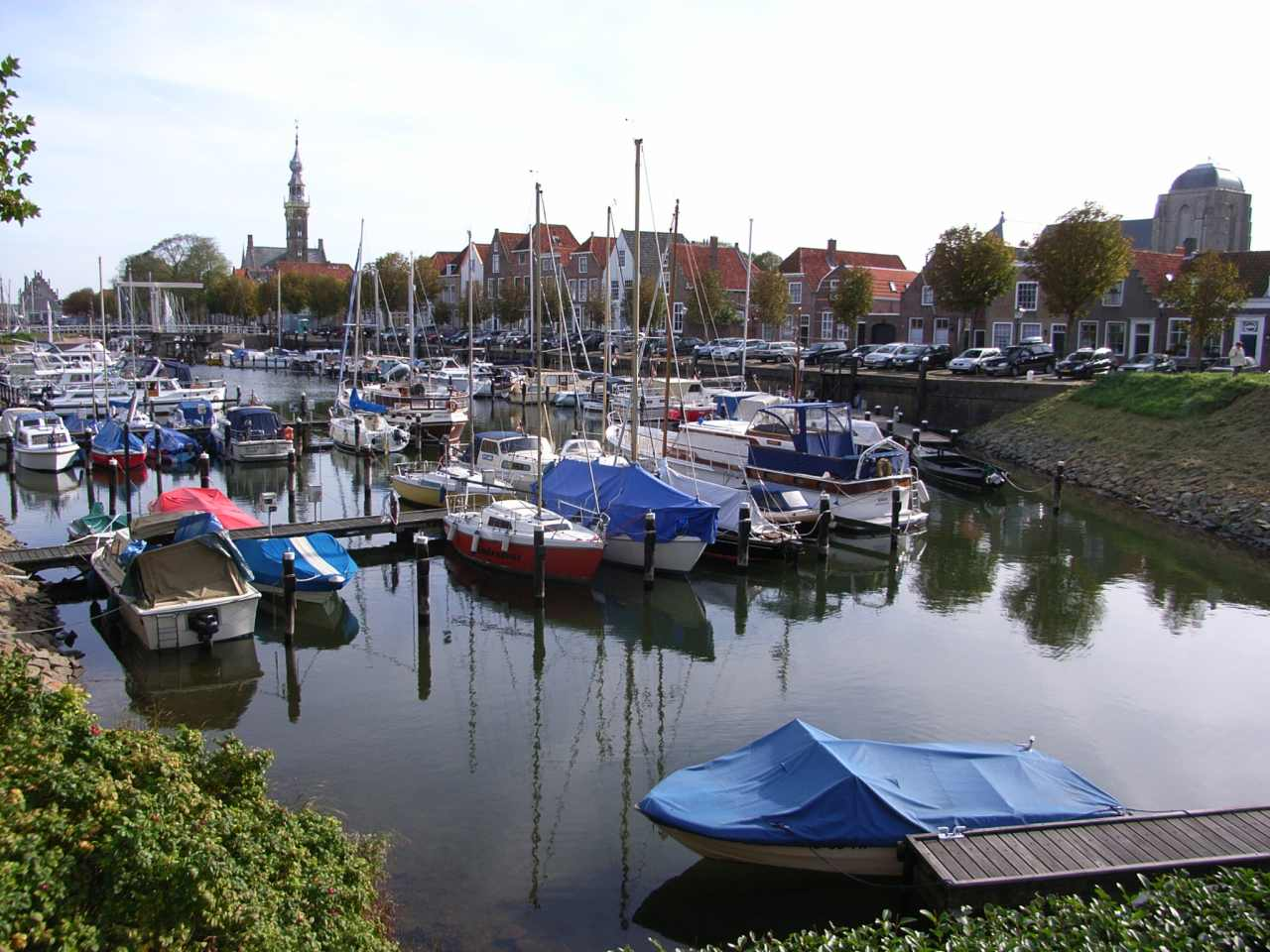
Le petit port de Veere.
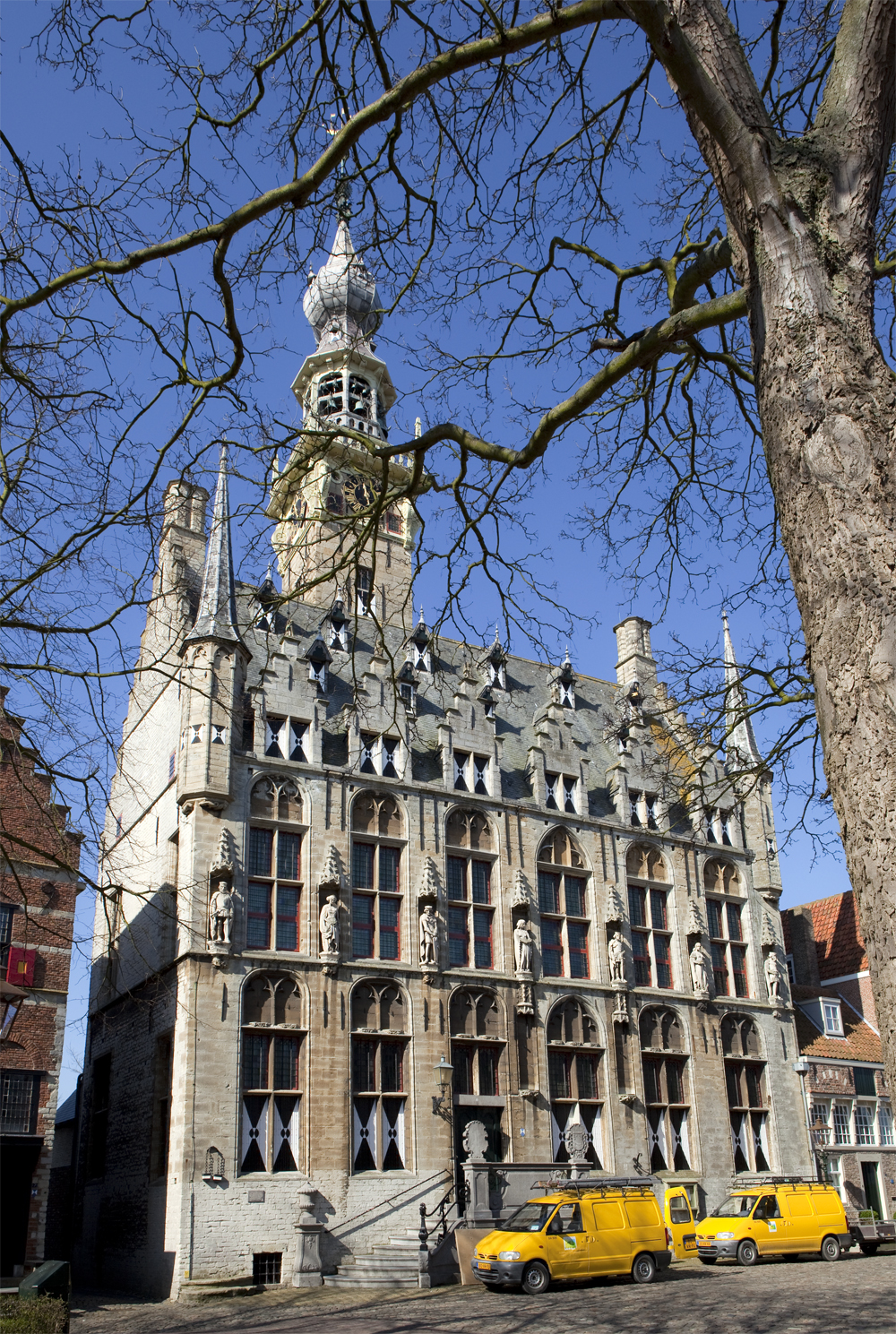
De Grote Kerk (la grande église), construite entre 1348 et 1521. Elle est endommagée par un incendie en 1686. En 1811, l'administration française du département des Bouches-de-l'Escaut transforme l'église en hôpital militaire. L'édifice subit à cette occasion de lourdes transformations ;
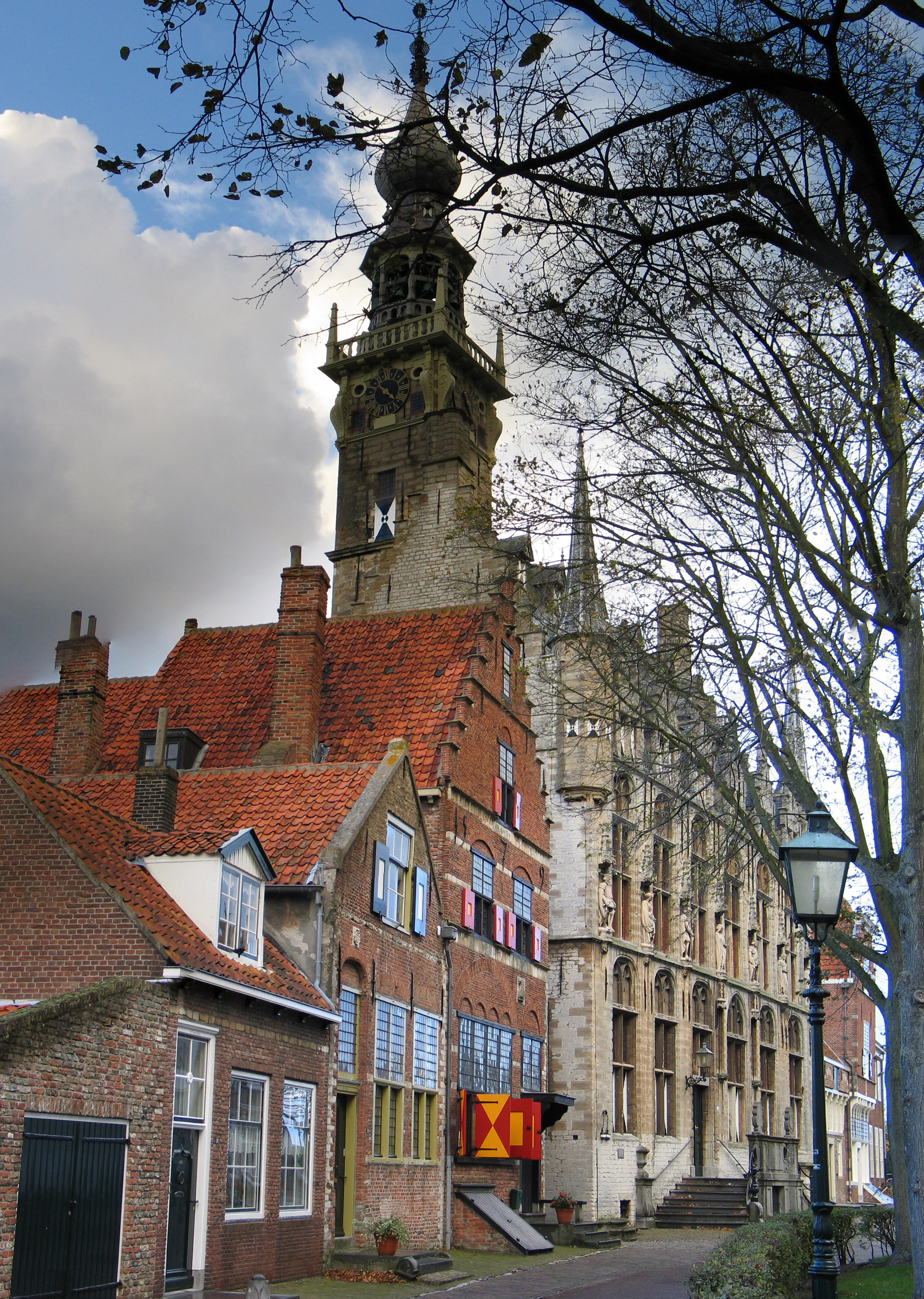
le Stadhuis (Hôtel de ville) date du XVe siècle. Un beffroi Renaissance a été ajouté au siècle suivant ;
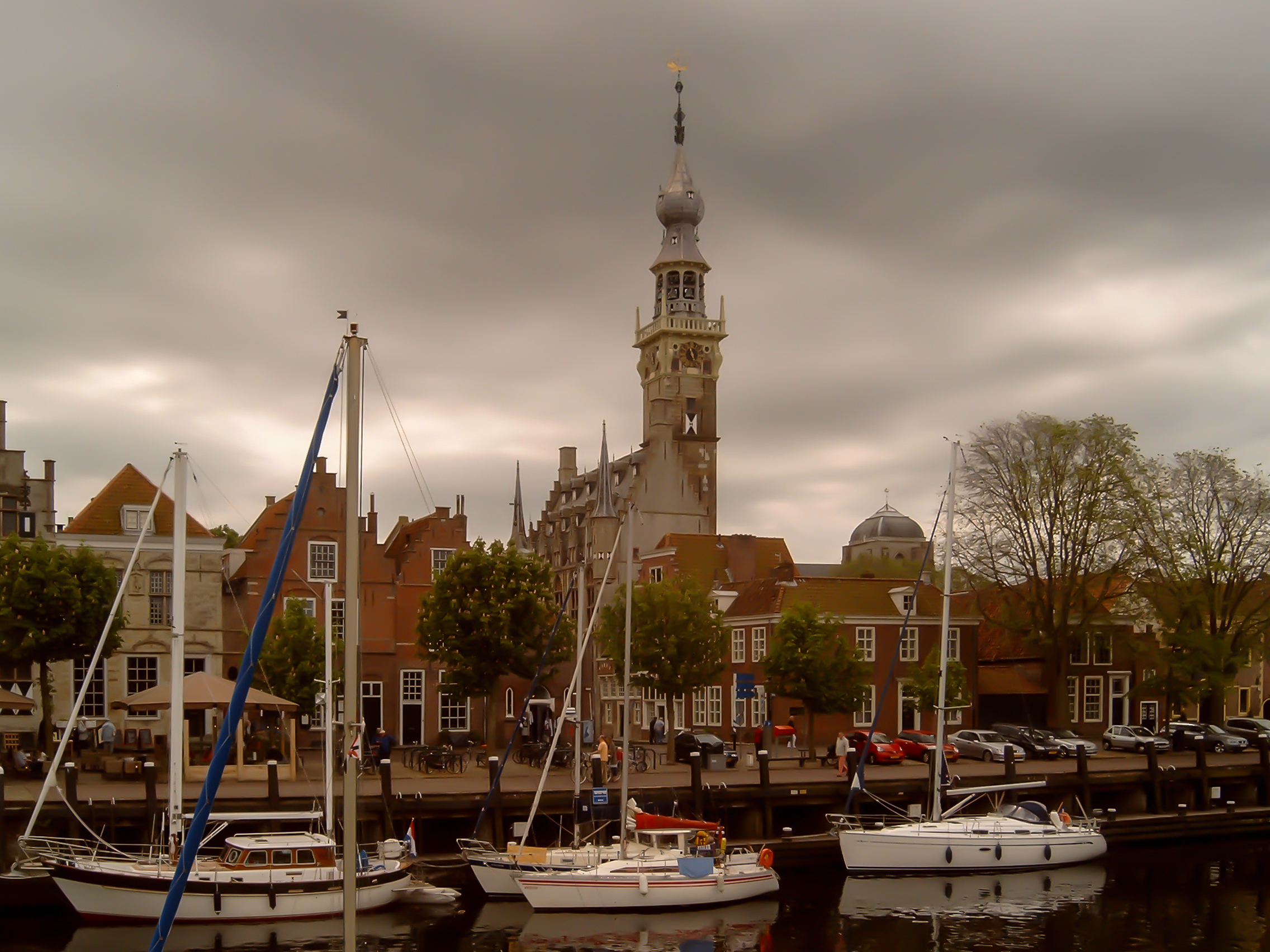
l'hôtel de ville et le port
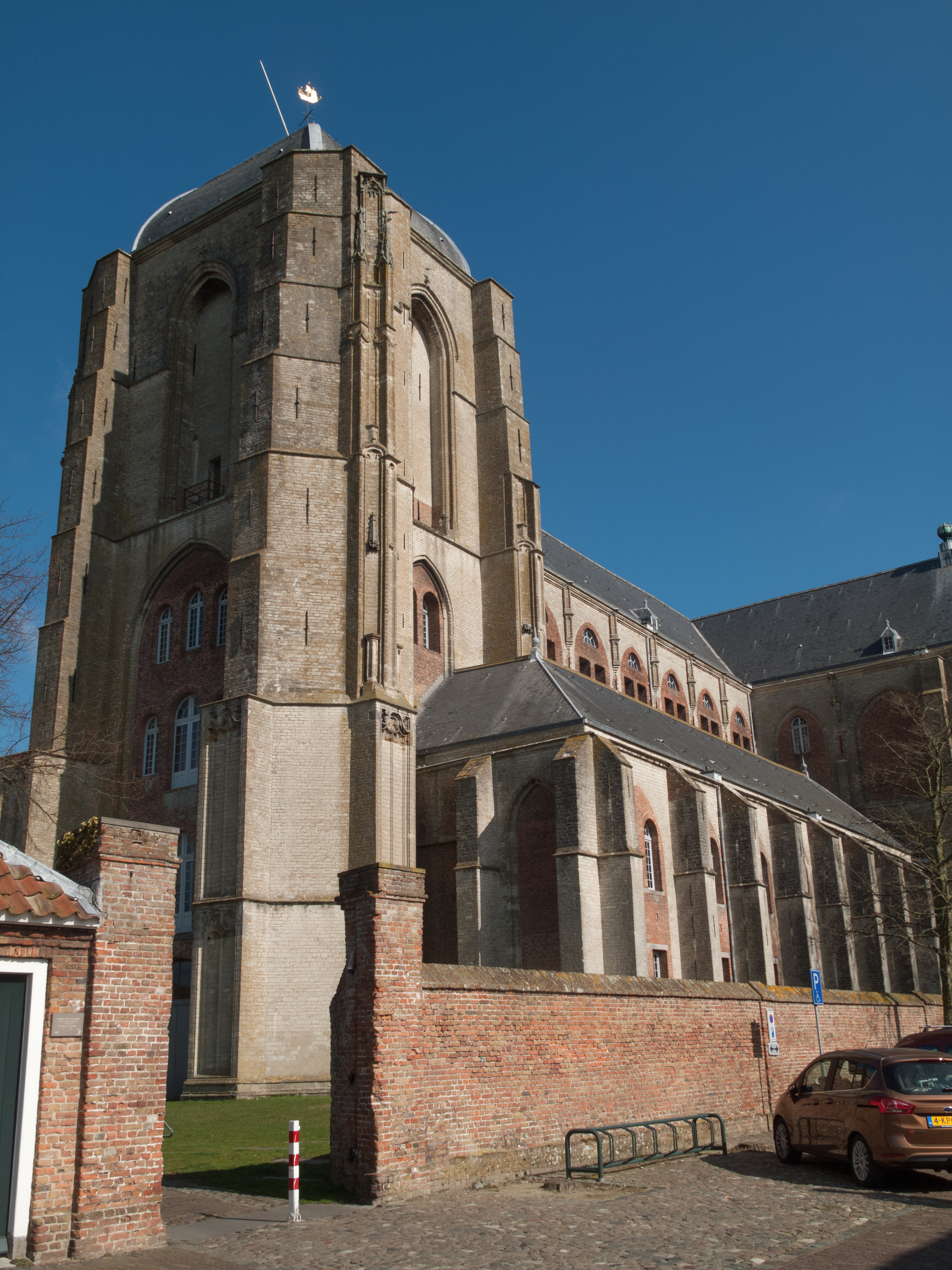
Église: de Grote Kerk

- les riches maisons des commerçants écossais du XVIe siècle ;
- la Campveerse Toren protégeait l'entrée du port à partir du XVe siècle ; c'est aujourd'hui un hôtel-restaurant ;
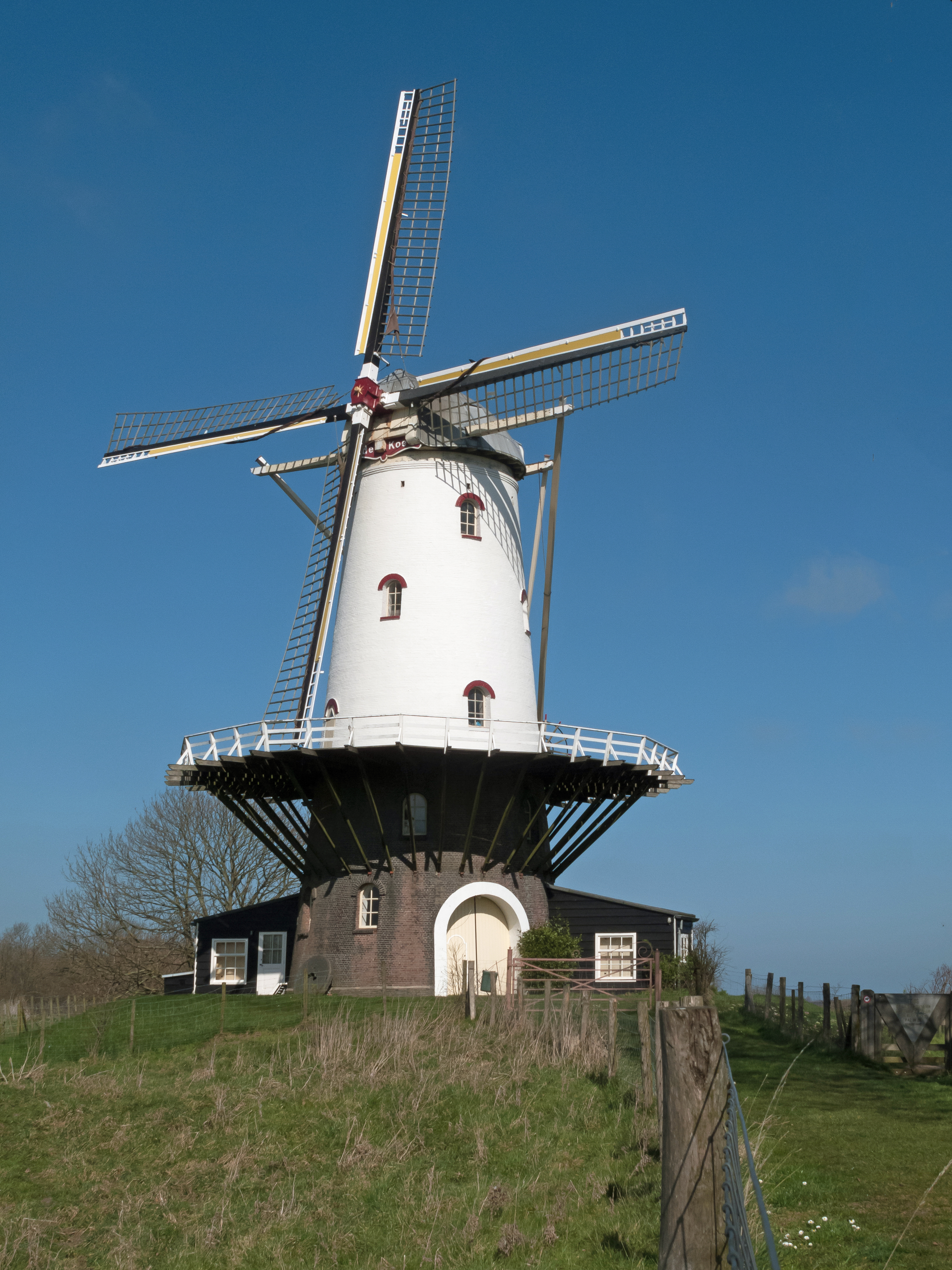
le moulin, appelé De Koe (la vache).
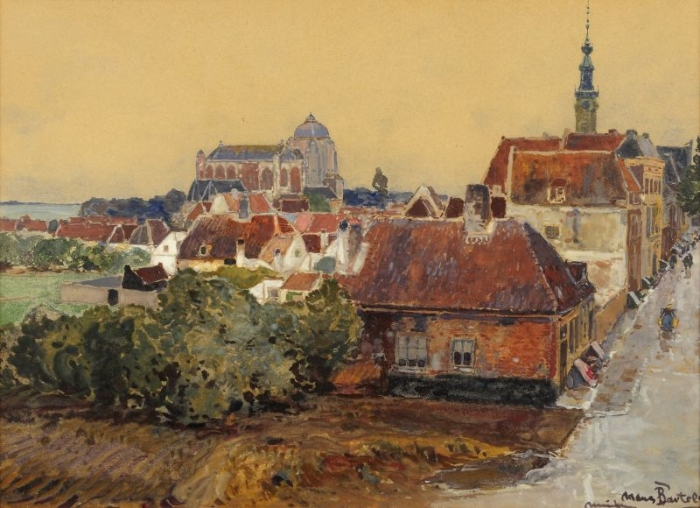
Vue de Veere, 1897, Hans von Bartels
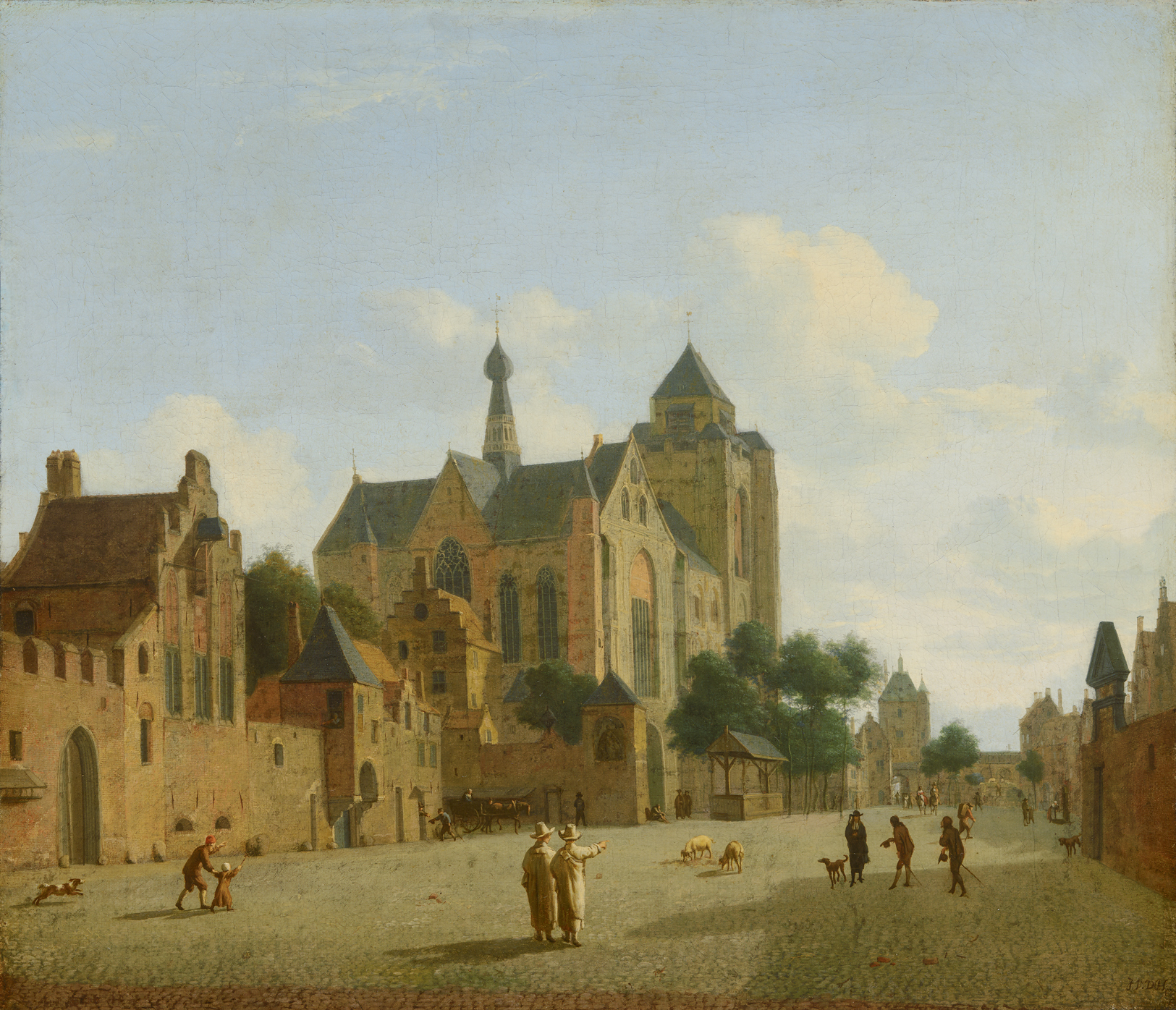
L'église de Veere, par Jan van der Heyden (1637-1712).